# Nikolaj Lilin
Nikolaj Lilin, s pravim imenom Nikolaj Veržbicki, rusko-italijanski pisatelj; *12. februar 1980, Bender, Moldavija.
Nikolaj Lilin se je rodil mestu Bender v nekdanji Sovjetski zvezi. Mesto danes leži v Moldaviji, in sicer v mednarodno nepriznani Pridnjestrski moldavski republiki. Ko je dosegel polnoletnost, so ga poslali na čečensko bojišče, kjer se je boril na ruski strani. Nekaj časa je živel na Irskem, leta 2004 pa se je preselil v Italijo, kjer se je v Torinu preživljal s pisanjem in izdelovanjem tetovaž. Z ženo in dvema hčerkama živi in dela v Milanu. Vseh pet romanov je napisal v italijanščini in ne v svoji materinščini.
Njegov prvenec, roman Sibirska vzgoja, je v Italiji takoj po izidu pritegnil veliko pozornost in tudi na Slovenskem je postal knjižna uspešnica. Gre za avtobiografski, na resničnih dogodkih temelječi roman o odraščanju po ruskih zaporih in pomenu tetovaž. Leta 2013 so v Italiji po knjižni predlogi posneli istoimenski film. Leta 2010 je izdal roman Prosti pad (Caduta libera), kjer popisuje svoje vojaške izkušnje v Čečeniji. Sledili so romani Il respiro del buio (Dih teme, 2011) o težavah vojaka, ki se po treh letih čečenske vojne vrača v civilno družbo, Storie sulla pelle (Zgodbe na koži, 2012) o praksi tetoviranja in etiki »poštenih hudodelcev« ter Il serpente di Dio (2014).

## Romani
- 2009: Sibirska vzgoja, v izvirniku Educazione siberiana (prevod v slovenščino: Mladinska knjiga, 2011)
- 2010: Prosti pad, v izvirniku Caduta libera (prevod v slovenščino: Mladinska knjiga, 2014)
- 2011: Il respiro del buio
- 2012: Storie sulla pelle
- 2014: Il serpente di Dio